# IRobot
iRobot Corporation – jedno z największych na świecie przedsiębiorstw z branży robotyki. Swoją działalność skupia na tworzeniu robotów domowych, które mają za zadanie pomóc w codziennych obowiązkach. Przedsiębiorstwo powstało w 1990 roku w Bedford, w stanie Massachusetts, w Stanach Zjednoczonych. Założyło je troje byłych pracowników Massachusetts Institute of Technology: Rodney Brooks, Colin Angle oraz Helen Greiner. Przedsiębiorstwo działa obecnie jako spółka publiczna notowana na NASDAQ.

## Wybrane produkty
- Roomba - robot odkurzający podłogi[4],
- Roomba Combo - robot odkurzająco-mopujący,
- Scooba - robot myjący podłogi[4],
- Braava - robot mopujący podłogi[4],
- Looj - robot czyszczący rynny[4],
- Mirra - robot czyszczący baseny[4],